# Jacek Zaucha
Jacek Zaucha (ur. 24 stycznia 1960 w Gdyni) – polski ekonomista, profesor nauk społecznych, harcmistrz.

## Życiorys
Urodził się w rodzinie Janusza, profesora nauk przyrodniczych, i Haliny z domu Karwackiej. Brat Jana Macieja, lekarza i profesora Gdańskiego Uniwersytetu Medycznego, wnuk Stanisława Zauchy, oficera Wojska Polskiego. W Gdyni ukończył Szkołę Podstawową nr 1 (1974), następnie VI Liceum Ogólnokształcące im. Wacława Sierpińskiego (1978). W 1984 roku ukończył studia na Wydziale Ekonomiki Transportu Uniwersytetu Gdańskiego, gdzie w roku 1993 obronił doktorat pod tytułem Wskaźniki społeczne i możliwości ich zastosowania w lokalnej polityce społecznej w Polsce. Odbył staże naukowe w Oxford University (1992) oraz Princeton University (1992–1993). W 2009 roku habilitował się pracą The Role of Space in Shaping Economic Relations. Economic Foundations of Spatial Planning in the Baltic Sea Region. W 2019 roku otrzymał tytuł profesora zwyczajnego nauk społecznych. Od roku 2021 jest kierownikiem Katedry Ekonomii Międzynarodowej i Rozwoju Gospodarczego Wydziału Ekonomicznego UG.
W latach 1991–1996  pracował jako starszy specjalista w Centralnym Urzędzie Planowania w Biurze Planowania Regionalnego w Gdańsku, a od 2007 roku jest pracownikiem naukowym Instytutu Morskiego (od 2019 Instytut Morski Uniwersytetu Morskiego w Gdyni). Jest członkiem Komitetu Przestrzennego Zagospodarowania Kraju Polskiej Akademii Nauk w kadencji 2023–2026.
Instruktor harcerski w stopniu harcmistrza, członek Komitetu Założycielskiego Związku Harcerstwa Rzeczypospolitej, członek Rady Naczelnej ZHR w latach 1990–1995.
Od 1994 jest mężem Ireny Gladka-Zaucha, pedagoga. Ojciec Justyny i Stanisława.

## Publikacje
- Rola przestrzeni w kształtowaniu relacji gospodarczych – 2007.
- Polskie drogi polityki morskiej od wizji do działania – Instytut Morski w Gdańsku 2011.
- Terytorialny wymiar wzrostu i rozwoju – Wydawnictwo Difin 2015.
- Gospodarowanie przestrzenią morską – Wydawnictwo Akademickie SEDNO 2018.

## Odznaczenia i nagrody
- Srebrny Krzyż Zasługi (2022)[8]
- Medal Stulecia Odzyskanej Niepodległości (2021)[9]
- Nagroda Naukowa Miasta Gdańska im. Jana Heweliusza w kategorii nauk humanistycznych i społecznych (2023)[10][11]